# جیه‌یانگ
جیه‌یانگ (به لاتین: Jieyang) یک شهر در جمهوری خلق چین است که در گوانگ‌دونگ واقع شده‌است.

## خصوصیات
جیه‌یانگ ۵٬۲۴۰٫۵ کیلومترمربع مساحت و ۵٬۸۷۷٬۰۲۵ نفر جمعیت دارد و ۸ متر بالاتر از سطح دریا واقع شده‌است.